# Иконен, Лаури
Лаури Илмари Иконен (фин. Lauri Ikonen; 10 августа 1888, Куопио, Великое княжество Финляндское, Российская империя — 21 марта 1966, Хельсинки, Финляндия) — финский композитор, музыкальный педагог.

## Биография
Родился в семье архитектора Леандера Иконена. Учился с 1906 по 1910 годы в университете Хельсинки, стал магистром философии, затем — в Хельсинкском институте музыки у Эдварда Армаса Ярнефельта. Позже, в 1901—1913 годах изучал композицию в Берлине под руководством Павла Юона и Париже.
Работал учителем композиции в консерватории Выборга, редактировал музыкальный журнал Suomen musiikkilehti (1923—1929). В 1928 году был в числе основателей Teosto. Руководил эстрадным оркестром.

## Творчество
Автор шести симфоний, трёх сюит, концертов для виолончели и фортепиано, камерной музыки, хоровых произведений, фортепианных пьес и песен.

## Избранные музыкальные сочинения
- Sinfonia nro 1 G-duuri Sinfonia inornata, 1920
- Sinfonia nro 2 d-molli, 1922
- Sinfonia nro 3 b-molli Lemmin poika, 1942
- Sinfonia nro 4 A-duuri Sinfonia concentrata, 1943
- Sinfonia nro 5 C-duuri Sinfonia aperta, 1943
- Sinfonia nro 6 e-molli, 1950-luku
- Pianokonsertto
- Sellokonsertto, 1942
- Viulukonsertto h-molli, 1941
- Concerto intima pianolle ja orkesterille
- Jousikvartetto a-molli, 1924
- 2 pianotrioa, 1912 ja 1940
- 2 viulusonaattia, 1914 ja 1943
- Pianosonaatti
- Runsaasti kuorolauluja

## Награды
- Pro Finlandia (1952)[2]